# 瀛奎律髓
《瀛奎律髓》，元人方回編，集选诗、 摘句、诗话、评点於一爐，凡四十九卷。
《瀛奎律髓》專選唐、宋二朝五言與七言律詩，即所謂“律髓”，並取“十八學士登瀛洲、五星聚奎”之義，故名“瀛奎”。本書共选唐代作家180余家，宋代作家190余家，涵盖江西派、四灵体、江湖派等流派作品，作品题材分49类：登览、朝省、怀古、风土、升平、宦情、风怀、宴集、老寿、春日、夏日、秋日、冬日、晨朝、暮夜、节序、晴雨、茶、酒、梅花、雪、月、闲适、送别、拗字、变体、着题、陵庙、旅况、边塞、宫阃、忠愤、山岩、川泉、庭宇、论诗、技艺、远外、逍遣、兄弟、子息、寄赠、迁谪、疾病、感旧、侠少、释梵、仙逸、伤悼，每类一卷，释梵类有251首最多，梅花类209首次之。《瀛奎律髓》中提出所謂“一祖三宗”之說，把杜甫列為江西詩派之祖，把黃庭堅、陳師道和陳與義算作三大宗師。這種說法被認為典型的江西詩派的維護者。
方回好友張道洽的诗名不顯，但《瀛奎律髓》卷之二十“梅花类”收其咏梅诗作竟多达三十六首，形成强烈的反差。清人纪昀對此批評甚力，“虚谷以交契而录之，所评殊非公论，不足据也。”，纪昀撰《瀛奎律髓刊误》，《序》云：“虚谷乃以生硬为高格，以枯槁为老境，以鄙俚粗率为雅音”。《瀛奎律髓》卷四七收錄惠洪〈贈尼昧上人〉詩，有“未肯題紅葉，終期老翠微。余今倦行役，投杖夢煙霏。”之句，內容近於挑逗尼姑之意，方回評曰：“紅葉之句，又似侮之；末句有欲炙之色，女人出家終何益哉！”紀昀在首句及尾聯皆有塗抹（劃紅線），批道：“鄙惡之極，不以詩論。”2020年上海古籍出版社出版《瀛奎律髓汇评》，汇集冯舒、冯班、陆贻典、何焯、纪昀、许印芳等十余家评语。